# Horisme hirtivena
Horisme hirtivena là một loài bướm đêm trong họ Geometridae.